# Отто Шварц (ресторан)
Отто Шварц (латыш. Restorāns Otto Schwarz) — ресторан в Риге, расположенный в центре города (улица Калькю, 28). Существовал в период, когда Рига являлась центром Лифляндской губернии, возобновил деятельность в межвоенный период и заново устроен в 1990-е годы.

## Первый ресторан
Ресторан, владельцем которого был прибалтийско-немецкий ресторатор и предприниматель Отто Шварц, был открыт в старейшем здании на рижских бульварах, построенном по проекту архитектора Генриха Шеля в 1860 году. Сегодня в этом здании находится центральный рижский Макдональдс, а в советское время в нём располагалось популярное среди рижан кафе «Луна».

## Второй ресторан
В 1925 году кафе было перекуплено молодыми представителями латвийской буржуазии — рестораторами и коммерсантами Йиргенсонами. По воле новых хозяев ресторан меняет расположение и переселяется на противоположную сторону этой же улицы (тогда — Известковой; в этом месте она соединяется с бывшим Театральным бульваром — ныне бульваром Мейеровица). Йиргенсонам, вложившим немалые средства в развитие инфраструктуры на этом шумном и людном перекрёстке в центре Риги, принадлежал также небезызвестный Колоннадный киоск (проект немецкого зодчего Артура Мёдлингера; расположен вблизи часов «Лайма»), в котором семья русских купцов Дашковых в 1930-е торговала  фруктами и цветами. Новый владелец Йиргенсон решил поменять название ресторана и придумал более эффектный, как ему казалось, бренд — Cafe de Opera. Тем не менее рижане, любившие всё классическое и традиционное, объявили негласный бойкот новому названию, продолжив употреблять привычное их уху название «У Отто Шварца». Даже журналисты популярных городских газет демонстративно не употребляли придуманное Йиргенсонами казавшееся удачным с точки зрения маркетинговой стратегии название (неподалёку на берегу городского канала чуть правее здания ресторана располагалось монументальное неоклассическое строение Латвийской Национальной оперы, бывшего Первого городского немецкого театра), сохраняя верность старому бренду, что в итоге заставило Йиргенсонов вернуть старое название.
Сам ресторан, особо полюбившийся рижским предпринимателям средней руки, занимал широкое и просторное помещение на втором этаже здания. Первый этаж был отведён под бесспорную изюминку гастрономического рая — полулегендарную кондитерскую при ресторане. Старые рижане (Владимир Несторов, Ирина Пильке), оставившие любопытные воспоминания об особенностях повседневной жизни в Риге межвоенного периода, не сговариваясь, оставили в высшей степени положительные отзывы о качестве шоколадной продукции «Отто Шварца». Особо тёплый отзыв был дан о штоп-кухенах, булочках из сдобного теста, покрытых взбитыми сливками. Своеобразной эмблемой кондитерской и ресторана являлась фигурка обезьянки, карабкавшаяся по раскидистой пальме — это изображение красовалось на витрине кондитерской.
Официантки щеголяли в коричневых платьях с белыми воротниками и манжетами, на ногах были туфли на резиновых каблуках. Каблуки из другого материала слишком шумели, мешая сосредоточиться на деловых разговорах клиентов ресторана, поэтому владелец решил поменять материал, что как бы сохранило эстетический вид и нейтрализовало шумовые помехи. Всего в ресторане работало 20 официанток.
Периодически в этом ресторане выступал известный латвийский композитор танго Оскар Строк, но особо часто в ресторане бывал исполнитель цыганских романсов российский эстрадный певец Пётр Лещенко, исполнявший танго Строка на слова рижского поэта Александра Перфильева. Большая часть этих хитов была записана Петром Лещенко на известной латвийской студии грамзаписей «Беллаккорд Электро».
В начале октября 1944 года отступавшие части люфтваффе сбросили несколько авиабомб на район, примыкавший к Национальной опере, разрушив практически все здания, формировавшие этот участок городской застройки. Исключением не стало и здание ресторана «Отто Шварца». Руины оставались до самого конца 1944 года, когда рабочие бригады, укомплектованные из немецких военнопленных, на тележках вывозили мусор из Старой Риги в Даугаву. Остатки «оригинального» «Отто Шварца» до сих пор покоятся на дне этой реки.

## Третий ресторан
В 1989 году было построено здание для гостиницы под названием «Hotel de Rome». Это название появилось по аналогии с расположенным неподалёку до войны зданием модной гостиницы «Рим» (с конца 1940-х до 1954 года на её месте была построена гостиница «Рига» по проекту Сергея Николаевича Антонова, Юрия Павловича Архипова и Арвида Миезиса). Название прежней гостиницы, пользовавшейся огромной популярностью среди гостей города, было передано новой. Теперь ресторан «Отто Шварц» расположен на последнем этаже здания гостиницы «Hotel de Rome», откуда открывается отличный панорамный вид на город.

## Знаменитые посетители
- Фёдор Шаляпин, 1 мая 1930 года[1].